# Таврийское (Акимовский район)
Таврийское (укр. Таврійське, до 2016 г. — Червоноармейское) — село,
Червоноармейский сельский совет,
Акимовский район,
Запорожская область,
Украина.
Код КОАТУУ — 2320386901. Население по переписи 2001 года составляло 1195 человек.
Является административным центром Червоноармейского сельского совета, в который, кроме того, входят сёла
Гвардейское и
Зерновое.

## Географическое положение
Село Таврийское находится на расстоянии в 0,5 км от села Зерновое и в 2 км от села Гвардейское.
Рядом проходят Каховский магистральный канал и канал Р-9.

## История
Село было основано в 1912 году как Участок 16.
К 1964 году на месте села располагалось несколько хуторов — Вишневое, Красивое, Счастливое и другие. По инициативе председателя колхоза Анастаса Ивановича Бурназова в 1964 году они были объединены в село Червоноармейское.
В 2015 году, после принятия на Украине закона о декоммунизации, было решено переименовать село. На общественных слушаниях было выбрано название Таврическое, потому что село расположено в Таврической степи.
- 2016 — Верховная Рада переименовала село Червоноармейское в село Таврийское[5].

## Объекты социальной сферы
- Школа. В декабре 2006 года школа получила компьютерный класс[6]. В 2008 году, после затянувшейся 20-летней реконструкции, была введена в эксплуатацию 2-этажная пристройка к школе, где разместились столовая и актовый зал[7].
- Детский сад.
- Дом культуры.
- Амбулатория.

## Достопримечательности
- Братская могила советских воинов.

## Улицы
Всего в селе 10 улиц. 5 из них были переименованы в последние годы:
- Центральная. До 2015 года носила имя Калинина.
- Молодёжная. До 2015 года называлась 60 лет СССР. Но в народе её всегда называли Молодёжной, так как большинство домов на ней в своё время заселили молодые семьи.
- Школьная. На улице расположена школа. До 2015 года носила имя Фрунзе.
- Мира. Самая старая улица села. До 2015 года носила имя Ленина.
- Бурназова. Первоначально носила имя 50 лет Октября. В 1994 году переименована в честь Анастаса Ивановича Бурназова, председателя колхоза[4].

## Известные люди
- Бессонов, Иван Григорьевич — полный кавалер ордена Славы.